# Fusciphantes
Fusciphantes é um gênero de aranhas da família Linyphiidae endêmico da Ásia e descrito em 1960.